# سیلن شب‌گل
سیلن شب‌گل (نام علمی: Silene noctiflora) نام یک گونه از سرده سیلن است.